# Dendropsophus carnifex
Espèce
Synonymes
- Hyla carnifex Duellman, 1969

Statut de conservation UICN

 LC  : Préoccupation mineure
Dendropsophus carnifex est une espèce d'amphibiens de la famille des Hylidae.

## Répartition
Cette espèce est endémique d'Équateur. Elle se rencontre entre 1 000 et 2 000 m d'altitude sur le versant Pacifique de la cordillère Occidentale dans les provinces de Carchi, d'Imbabura, de Pichincha et de Cotopaxi.

## Étymologie
Cette espèce est nommée avec humour en l'honneur de John Douglas Lynch. En effet carnifex signifie en latin, le bourreau, et Lynch signifie en anglais, lyncher.

## Publication originale
- Duellman, 1969 : A New Species of Frog in the Hyla parviceps Group from Ecuador. Herpetologica, vol. 25, no 4, p. 241-247.